# Инкай (урановое месторождение)
Инка́й — крупное урановое месторождение Казахстана, расположено в Сузакском районе Туркестанской области. В 2021 году на Инкае было добыто 3449 тонн урана, по этому показателю месторождение уступает только канадскому руднику Сигар-Лейк.
Инкай — крупнейшее пластово-инфильтрационное месторождение в Казахстане. Оно расположено в Чу-Сарысуйской депрессии и протягивается в субмеридиональном направлении на расстоянии около 55 км при обшей ширине рудной полосы от до 17 км. Мощность слоя возрастает с северо-востока на юго-запад от 30 до 90 м. На северо-востоке Инкай отделяется от месторождения Мынкудук перерывом рудоносной полосы. Южная граница с месторождением Будёновским находится в низовьях реки Чу.
Месторождение открыто в 1976 году. В 1979—1983 годах была проведена предварительная разведка. В 1984—1991 прошел первый этап детальной разведки. По степени разведанности месторождение разделено на 4 участка. Подтвержденные экономические запасы на участке № 1, утвержденные Государственной комиссией по запасам, составляют 42849 тонн урана. Извлекаемые запасы на этом составляют 35192 тонн урана. Оцениваемое количество запасов и ресурсов по участкам № 2 и № 3 составляет не менее 200 тыс. тонн урана.
Рудные породы месторождения Инкай представлены средне- и крупнозернистым кварц-полевошпатовым песком, с низким содержанием карбонатов. Пески Инкая подходят для подземного скважинного выщелачивания урана с использованием серной кислоты.
Эксплуатантом месторождения является учреждённое в марте 1996 года совместное предприятие «Инкай», учредителями которого выступили канадская компания Cameco (60 %) и национальная атомная компания «Казатомпром» (40 %). Совместное предприятие имеет разрешение на добычу на участке № 1 и лицензию на проведение геологоразведочных работ с последующей добычей на участках № 2 и № 3. Коммерческое производство на участке № 1 включало строительство основного перерабатывающего завода, двух спутниковых заводов, первоначального полигона, вахтового лагеря и различных вспомогательных объектов. Возведение главного производственного комплекса возле посёлка Тайконыр и полигона началось в 2005 году, в 2010 году он был введён в эксплуатацию. С 2018 года контроль в СП перешел к казахстанской стороне (Cameco передала 20 % «Казатомпрому»). Срок контракта на недропользование может продлеваться до 2045 года. В 2021 году на Инкае было добыто 3449 тонн урановой продукции. Выручка предприятия в 2022 году достигла 476,3 млн долларов, чистая прибыль — 278,7 млн долларов.
До вторжения России в Украину в 2022 году Cameco транспортировала своё сырье по железной дороге в порт Санкт-Петербурга и далее на свой аффинажный завод в Блайнд-Ривер в Канаде. С началом войны компания сообщила, что для соблюдения санкционного режима планирует транспортировать свой уран по Транскаспийскому маршруту (через Каспий, Азербайджан и Грузию).